# Pot-pourri

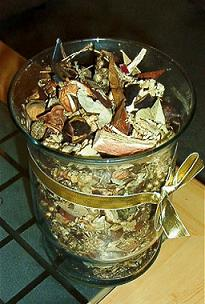

Pot-pourri (pronunciado popurri) /po.pu.'ʁi/ (em francês, literalmente "vaso podre") é um termo originalmente utilizado para fazer referência a um jarro com uma mistura de pétalas de flores secas e especiarias utilizada para perfumar o ar.
Por generalização, a expressão passou a significar qualquer conjunto heterogêneo de coisas, como por exemplo um pot-pourri de canções.